# 森林兔
森林兔（學名：Sylvilagus brasiliensis），又稱南美森林兔 ，是一種分佈在中南美洲的一種棉尾兔，其模式標本採於巴西的伯南布哥。屬兔科林兔屬。
此種獨居、夜行性。常見於日落後或黎明前。以草和嫩葉為食。居於鄰近沼澤或沿河的、多樹的地方，以及花園和種植園中。
此種是其多數分佈範圍中唯一的兔科動物。